# Laminectomia

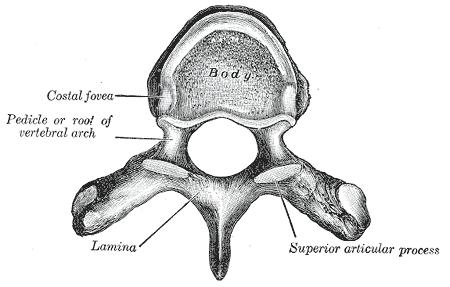

Per laminectomia si intende l'asportazione chirurgica parziale o totale della lamina di una o più vertebre ottenendo in tal modo un'apertura del canale vertebrale che consente l'approccio a patologie spinali degenerative, traumatiche, malformative o neoplastiche.
Per laminectomia decompressiva si intende la rimozione di una o più lamine allo scopo di decomprimere il midollo spinale e/o le radici nervose compresse da una patologia degenerativa (per esempio stenosi del canale cervicale o lombare) o traumatica (per esempio frattura vertebrale).